# Shirhatti
Shirhatti é uma panchayat (vila) no distrito de Gadag, no estado indiano de Karnataka.

## Geografia
Shirhatti está localizada a 15° 14′ N, 75° 35′ L. Tem uma altitude média de 659 metros (2162 pés).

## Demografia
Segundo o censo de 2001, Shirhatti tinha uma população de 16 208 habitantes. Os indivíduos do sexo masculino constituem 51% da população e os do sexo feminino 49%. Shirhatti tem uma taxa de literacia de 60%, superior à média nacional de 59,5%: a literacia no sexo masculino é de 69% e no sexo feminino é de 50%. Em Shirhatti, 13% da população está abaixo dos 6 anos de idade.